# Peschka Vilmos
Peschka Vilmos (Budapest, 1929. december 17. – 2006. július 25.) magyar jogtudós, egyetemi tanár, az MTA rendes tagja; a második világháború utáni hazai jogbölcselet kiemelkedő művelője. Marxista volt, de nem volt kommunista.

## Értékelése
Lamm Vanda írta róla a Magyar Tudományban:

„Peschka Vilmos a 20. század utolsó harmadának legkiválóbb hazai jogfilozófusa volt, akinek munkássága méltó folytatása a század első felében külföldön is méltán elismert három kiváló neokantiánus jogfilozófus, Somló Bódog, Moór Gyula és Horváth Barna tevékenységének. Első nagyobb műve, a jogviszonyelméletről szóló kandidátusi értekezése, már megmutatta legjobb oldalait: elsősorban azt, hogy úgy volt képes alapvető jogfilozófiai kérdéseket nagyon igényesen tárgyalni, hogy a gyakorlatban dolgozó gondolkodó jogászok is szívesen és haszonnal olvassák. Már korai munkáiban szakított a szocialista normativizmussal, sőt kritikával illette azt. A korabeli hazai szakirodalomban különösen újdonságnak számított, hogy síkraszállt a bírói gyakorlat jogalkotó szerepének elismerése mellett. Álláspontja szerint a legfelsőbb bíróság jogszabály-értelmezés során meghozott elvi döntéseivel valójában jogot alkot, feltételezve azonban, hogy e jogalkalmazási jogalkotás jogforrásbeli helye és tartalmi határai pontosan meghatározottak.”

## Életpályája
Peschka Vilmos középiskolai tanulmányait az óbudai Árpád Gimnáziumban végezte. A közeli Császár uszodában sportolt: versenyszerűen úszott és vízilabdázott. Egyetemi tanulmányait az Eötvös Loránd Tudományegyetem Állam- és Jogtudományi Karán végezte, ahol 1954-ben summa cum laude minősítéssel  szerzett diplomát. 1954 és 1957 között aspiránsként állam- és jogelméleti tanulmányokat folytatott. 1957. szeptember 1-jétől elsejétől egészen 1999-ben történt nyugállományba vonulásáig az MTA Állam- és Jogtudományi Intézetében dolgozott, ahol kutatója, kezdetben tudományos munkatárs, majd főmunkatárs, 1986-tól tudományos tanácsadó, később kutatóprofesszor volt. 1960-tól közel három évtizeden át az Eötvös Loránd Tudományegyetem Állam- és Jogtudományi Kar Polgári Jogi Tanszékén oktatott. 1972-ben kapott egyetemi tanári kinevezést.
Kandidátusi disszertációját 1958 januárjában védte meg. A disszertáció A jogviszonyelmélet alapvető kérdései címen 1960-ban jelent meg a Közgazdasági és Jogi Könyvkiadónál. Jogforrás és jogalkotás című értekezésével 1968-ban megszerezte az állam- és jogtudományok doktora címet. 1976-ban választották az MTA levelező tagjává, majd 1982-ben a Magyar Tudományos Akadémia rendes tagja lett. Akadémiai székfoglalóját 1983. június 22-én tartotta meg, "Gondolatok a jog sajátosságáról" címmel.
Feleségét 1988-ban vesztette el. A Balatonnál, tóparti nyaralás közben, álmában érte a halál.

## Díjai, elismerései
Életművéért 2001-ben Széchenyi-díjjal tüntették ki.

## Emlékezete
Sírja az óbudai temetőben található.

## Publikációs munkássága
Ő volt az 1980-as években az Akadémiai Kislexikon (I-II. Akadémiai Kiadó, 1990) egyik főszerkesztője, valamint a Jogi Lexikon (Közgazdasági és Jogi Könyvkiadó, 1999) társfőszerkesztője.
Egy időben tagja volt az MTA Könyv- és Folyóiratkiadó Bizottságának, az Állam- és Jogtudományi Bizottságnak; évtizedeken át pedig elnöke volt a TMB Állam- és Jogtudományi Szakbizottságának. 1992-től az Acta Juridica Hungarica főszerkesztőjeként is tevékenykedett. Haláláig a Nemzetközi Jogfilozófiai Társaság (IVR) Magyar Szekciójának elnöke, 1983 és 1987 között a Társaság igazgató tanácsának tagja, 1978-tól pedig az Archiv für Rechts- und Sozialphilosophie szerkesztőbizottságának tagja volt.

## Művei
- A jogviszonyelmélet alapvető kérdései (Közgazdasági és Jogi Könyvkiadó, 1960)
- Marxista és szocialista jogelmélet (tanulmány, 1966)
- Célszerűség a munkafolyamatban és a jogi normában (tanulmány, 1968)
- A modern jogfilozófia alapproblémái (Gondolat Kiadó, 1972)
- Max Weber jogszociológiája (Akadémiai Kiadó, 1975)
- A jogszabályok elmélete (Akadémiai Kiadó, 1979)
- Válogatott tanulmányai Jog és jogfilozófia (Közgazdasági és Jogi Könyvkiadó, 1980)
- Az etika vonzásában (1980)
- Gondolatok a jog sajátosságáról : akadémiai székfoglaló, 1983. június 22. (Akadémiai Kiadó, 1984)
- A jog sajátossága (1988)
- Appendix 'A jog sajátosságához' (Közgazdasági és Jogi Könyvkiadó, 1992)